# Arena Football League 2012
Die Arena-Football-League-Saison 2012 war die 25. Saison der Arena Football League (AFL). Ligameister wurden die Arizona Rattlers, die die Philadelphia Soul im ArenaBowl XXV bezwangen.

## Teilnehmende Mannschaften
| Anzahl Mannschaften | 17                              |
| ------------------- | ------------------------------- |
| Neu in der Liga     | San Antonio Talons              |
| Ausgeschieden       | Dallas Vigilantes, Tulsa Talons |

## Regular Season
| American Conference   |    |    |      |          |
| East Division         |    |    |      |          |
| Team                  | S  | N  | Heim | Auswärts |
| x-Philadelphia Soul   | 15 | 3  | 7–2  | 8–1      |
| Cleveland Gladiators  | 8  | 10 | 5–4  | 3–6      |
| Milwaukee Mustangs    | 5  | 13 | 2–6  | 3–7      |
| Pittsburgh Power      | 5  | 13 | 1–8  | 4–5      |
| South Division        |    |    |      |          |
| Team                  | S  | N  | Heim | Auswärts |
| x-Jacksonville Sharks | 10 | 8  | 6–4  | 4–4      |
| y-Georgia Force       | 9  | 9  | 5–4  | 4–5      |
| y-New Orleans VooDoo  | 8  | 10 | 4–5  | 4–5      |
| Tampa Bay Storm       | 8  | 10 | 7–2  | 1–8      |
| Orlando Predators     | 4  | 14 | 4–5  | 0–9      |
| National Conference   |    |    |      |          |
| Central Division      |    |    |      |          |
| Team                  | S  | N  | Heim | Auswärts |
| x-San Antonio Talons  | 14 | 4  | 8–1  | 6–3      |
| Chicago Rush          | 10 | 8  | 7–2  | 3–6      |
| Iowa Barnstormers     | 7  | 11 | 4–5  | 3–6      |
| Kansas City Command   | 3  | 15 | 2–7  | 1–8      |
| West Division         |    |    |      |          |
| Team                  | S  | N  | Heim | Auswärts |
| x-Arizona Rattlers    | 13 | 5  | 7–2  | 6–3      |
| y-San Jose SaberCats  | 12 | 6  | 8–1  | 4–5      |
| y-Utah Blaze          | 12 | 6  | 6–3  | 6–3      |
| Spokane Shock         | 10 | 8  | 5–4  | 5–4      |

Siege, Niederlage, x-Division Titel, y-Playoffs erreicht

## Playoffs
| Viertelfinale | Viertelfinale | Viertelfinale |    |              | Halbfinale | Halbfinale | Halbfinale |  |  | ArenaBowl XXV | ArenaBowl XXV | ArenaBowl XXV |
|               |               |               |    |              |            |            |            |  |  |               |               |               |
| 1             | Philadelphia  | 66            |    |              |            |            |            |  |  |               |               |               |
| 4             | New Orleans   | 53            |    |              |            |            |            |  |  |               |               |               |
| 4             | New Orleans   | 53            | 1  | Philadelphia | 89         |            |            |  |  |               |               |               |
|               |               |               | 1  | Philadelphia | 89         |            |            |  |  |               |               |               |
|               | 2             | Jacksonville  | 34 |              |            |            |            |  |  |               |               |               |
| 2             | 2             | Jacksonville  | 34 | Jacksonville | 58         |            |            |  |  |               |               |               |
| 2             |               |               |    | Jacksonville | 58         |            |            |  |  |               |               |               |
| 3             | Georgia       | 56            |    |              |            |            |            |  |  |               |               |               |
| 3             | Georgia       | 56            | 1  | Philadelphia | 54         |            |            |  |  |               |               |               |
|               |               |               |    | Philadelphia | 54         |            |            |  |  |               |               |               |
|               | 2             | Arizona       | 72 |              |            |            |            |  |  |               |               |               |
| 1             | 2             | Arizona       | 72 | San Antonio  | 34         |            |            |  |  |               |               |               |
| 1             |               |               |    | San Antonio  | 34         |            |            |  |  |               |               |               |
| 4             | Utah          | 35            |    |              |            |            |            |  |  |               |               |               |
| 4             | Utah          | 35            | 4  | Utah         | 69         |            |            |  |  |               |               |               |
|               |               |               | 4  | Utah         | 69         |            |            |  |  |               |               |               |
|               | 2             | Arizona       | 75 |              |            |            |            |  |  |               |               |               |
| 2             | 2             | Arizona       | 75 | Arizona      | 51         |            |            |  |  |               |               |               |
| 2             |               |               |    | Arizona      | 51         |            |            |  |  |               |               |               |
| 3             | San Jose      | 58            |    |              |            |            |            |  |  |               |               |               |

### ArenaBowl XXV
Der ArenaBowl XXV wurde am 10. August 2012 im Smoothie King Center in New Orleans, Louisiana ausgetragen. Das Spiel verfolgten 13.648 Zuschauer.

## Regular Season Awards
| Award                | Gewinner       | Position    | Team            |
| -------------------- | -------------- | ----------- | --------------- |
| Most Valuable Player | Randy Hippeard | Quarterback | Tampa Bay Storm |
| Coach Of The Year    | Ron James      | Head Coach  | Tampa Bay Storm |

## Zuschauertabelle
| Team                 | Zuschauerschnitt |
| -------------------- | ---------------- |
| Arizona Rattlers     | 7.838            |
| Chicago Rush         | 6.885            |
| Cleveland Gladiators | 6.229            |
| Georgia Force        | 4.242            |
| Iowa Barnstormers    | 8.564            |
| Jacksonville Sharks  | 10.249           |
| Kansas City Command  | 4.303            |
| Milwaukee Mustangs   | 5.074            |
| New Orleans VooDoo   | 6.113            |
| Orlando Predators    | 12.612           |
| Philadelphia Soul    | 10.157           |
| Pittsburgh Power     | 5.163            |
| San Antonio Talons   | 7.321            |
| San Jose SaberCats   | 10.126           |
| Spokane Shock        | 9.022            |
| Tampa Bay Storm      | 9.798            |
| Utah Blaze           | 8.840            |
| Ligadurchschnitt     | 7.841            |